# 朱友墂
庆符恭僖王朱友墂（1449年—1505年2月13日），明朝蜀和王朱悦𤉎庶六子，母林氏。明太祖曾孙。明朝第一代庆符王。

## 生平
景泰三年（1452年）闰九月赐名。天顺八年（1464年）九月，明宪宗遣駙馬都尉焦敬、石璟、成山伯王琮、富陽伯李輿、吏部左侍郎崔恭為正使，大理寺右寺丞喬毅、禮科給事中霍貴、兵科給事中陳鉞、刑科給事石澄、工科給事中紀欽為副使，持節冊封朱友墂為慶符王。
成化二年（1466年）十月，宪宗遣安遠侯柳景、陳涇、富陽伯李輿、刑部右侍郎董方、工部右侍郎李顒為正使，尚寶司司丞蔣敞、兵科給事中王秉彝、刑科給事中蕭彥莊、工科給事中王詔、兵部郎中王恕為副使，持節冊封北城兵馬副指揮李曄的女兒為慶符王妃。
弘治十八年（1505年）正月，朱友墂去世。八月，明武宗得知，輟朝一日，按制度賜祭葬，谥恭僖。正德二年（1507年）十二月，朱友墂庶次子鎮國將軍朱申镦受册袭封。
朱友墂逝世后安葬于成都附近的新津县，其陵寝于20世纪80年代初被考古队发掘。其王府则于2019年6月被成都文物考古研究院发掘。

## 评价
- 《弇山堂别集》卷072：敬順事上，小心畏忌。

## 家庭

### 妻妾
- 王妃李氏

### 子孙
- 嫡长子：朱申鏻，成化十一年（1475年）五月赐名[10]，早逝
- 庶次子：庆符端顺王朱申镦